# 福斯钱多拉
福斯钱多拉（義大利語：Fosciandora），是意大利卢卡省的一个市镇。总面积19.82平方公里，人口633人，人口密度31.9人/平方公里（2009年）。ISTAT代码为046014。